# STALKER: Clear Sky
Pour les articles homonymes, voir Stalker.
STALKER: Clear Sky est un jeu vidéo développé par le studio ukrainien GSC Game World et édité par Deep Silver. Il s’agit d’un jeu de tir à la première personne publié en septembre 2008 pour Windows. Il est la préquelle de STALKER: Shadow of Chernobyl.

## Trame
En septembre 2011, soit cinq ans après la deuxième catastrophe de Tchernobyl, des phénomènes paranormaux apparaissent dans ce que l'on appelle la Zone, une vaste région autour de la centrale de Tchernobyl, dans laquelle des groupes d'aventuriers se sont installés. Malgré le bouclage des militaires et le pullulement des mutants, ces factions ont commencé leur exploration et établi des camps de fortune dans diverses zones, pour se protéger des émissions provenant de la centrale. Ce sont des Stalkers, et le joueur va incarner l'un d'entre eux, d'abord neutre, il va devoir lier des relations avec les factions en place afin de pénétrer au cœur de la Zone, et découvrir pourquoi les émissions d'énergies deviennent de plus en plus fréquentes.

## Système de jeu

### Factions
STALKER: Clear Sky reprend l'intégralité des factions de STALKER: Shadow of Chernobyl, avec leurs relations d'origine, et en inclut deux nouvelles : le Firmament et les Rebelles.
| Noms                                     | Description |
| ---------------------------------------- | --- |
| Stalkers                                 | Les Stalkers sont des mercenaires, opérant en petits groupes ou en solitaire. Comme tout bon mercenaire, ils sont payés pour faire diverses missions. Ils ramassent le plus souvent des artefacts qu'ils s'empressent de revendre à des scientifiques à cause de leur grande valeur. Ils sont généralement armés, et ont de grandes aptitudes physiques pour pouvoir évoluer dans "la Zone". |
| Militaires                               | Les militaires veillent à ce que les mutants ne dépassent pas les limites de « la Zone » de façon qu'ils ne deviennent pas une menace pour les habitants locaux. Ils patrouillent dans la zone en ayant pour but de tuer des mutants et également les différents pilleurs. Les soldats patrouillent avec les armes suivantes : AKS-74, AKS-74U ou OBOKAN. |
| Stalkers militaires                      | Peu de monde sait comment ils ont réussi à le devenir. On suppose qu'il s'agissait d'anciens Stalkers qui se seraient enrôlés dans l'armée, ou l'inverse. Quoi qu'il en soit, ils sont rares dans la Zone. |
| Mutants                                  | La plupart sont le fruit de la radioactivité, qui les a fait muter sous des formes alternatives. Certains usent de la force ou de la ruse pour venir à bout de leurs ennemis. Mais d'autres sont manifestement le fruit de manipulations humaines. Ils peuvent posséder des pouvoirs psychiques, comme le fait de pouvoir prendre le contrôle mental de personnages et les transformer en zombies, ou encore de propulser des objets lourds à distance et même de devenir invisibles. |
| Firmament (appelée Clear Sky en anglais) | La plus petite faction de Clear Sky, et également une des plus mal équipée, sa mission principale consiste à étudier la Zone dans les marais. Son chef, Lebedev, travaillait dans le laboratoire X8 avant la catastrophe. |
| Liberté                                  | Faction ennemie des factions du Monolithe et du Devoir, à laquelle elle s'oppose idéologiquement : elle est partisane d'une étude des trésors cachés de la Zone. Elle utilise essentiellement des armes de l'OTAN (G36, LR 300, Sig550...) ainsi que la munition 5,56 × 45 mm OTAN. Son principal camp est situé au Nord de la base du Devoir. |
| Solitaires                               | La plupart des Stalkers ne sont que des solitaires. Aucun d'eux ne veut franchir le pas de rentrer dans une faction, car cela coûte du temps et la perte d'une neutralité protectrice. |
| Devoir                                   | Faction ennemie des factions du Monolithe et en particulier de la Liberté, qu'elle voit comme une faction anarchisante. Tout comme la faction de la Liberté, son comportement envers vous sera neutre ou amical en fonction des missions effectuées. Sa propagande la présente comme une milice indépendante au service des faibles, cherchant à enrôler un maximum de monde pour combattre les factions rivales et les dangers de "la Zone". Les hommes du Devoir possèdent généralement des AKS-74 ou des AKS-74U. |
| Bandits                                  | Généralement par groupe, ils sont présents dans toute la partie périphérique de "la Zone". Ce sont des Stalkers agressifs et dangereux en nombre, mais mal équipés. Ils possèdent plusieurs camps et s'en prennent principalement aux stalkers. Ils sont armés d'AKS-74, fusils à canons sciés, MP5 et de pistolets. |
| Scientifiques                            | Des scientifiques ont été envoyés pour étudier la zone et se situent au laboratoire mobile, ils font appel à des mercenaires qui utilisent principalement des armes de l'OTAN. |
| Monolithe                                | Cette faction se trouve dans la Forêt Rouge, proche de Tchernobyl, qui constitue pour elle un haut-lieu religieux à protéger de toute ingérence humaine. Armés de Dragunov (fusil à lunette), souvent embusqués et tirant à vue, il est conseillé d'avoir une bonne armure pour survivre à leurs tireurs. Les autres armes tirent des munitions 9 mm*39. |
| Marchands                                | Ils sont répartis dans les différentes bases des factions et dans des avant-postes. Chaque faction a son marchand respectif (Ashot pour la Liberté par exemple), mais ils appartiennent a une faction donc ne sont pas considérés comme marchand. |
| Mercenaires                              | Comme son nom l'indique, cette faction regroupe des mercenaires issus de différents coins du monde et travaillent pour des commanditaires privés. Ils utilisent également des armes de l'OTAN à l'instar des stalkers de la liberté. Peuvent être hostiles ou non selon les groupes. |
| Rebelles                                 | Ce sont les premiers ennemis humains que le joueur rencontrera. Ils sont basés dans les marais et dès le début du jeu ils contrôlent une grande partie de la région, qui devra être reprise, du moins en partie, par le Firmament. De ce fait, on sera contraint de les attaquer et d'en faire des ennemis. Ils ont la même apparence que les Bandits, ainsi que le même équipement, faisant d'eux une menace relativement faible. Ils ont justement été séparés des bandits afin d'avoir des ennemis faciles à éliminer en début de partie, mais en laissant la possibilité de rejoindre les Bandits par la suite, sans avoir altéré les relations. |

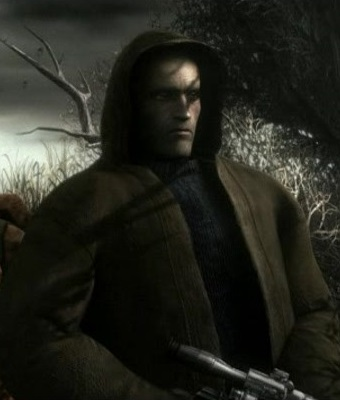
Le balafré, le personnage incarné par le joueur.

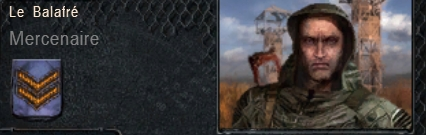
Faction originelle.

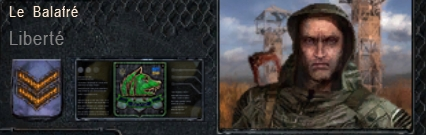
Après avoir rejoint une faction, en l'occurrence la Liberté.

Le jeu inclut désormais la possibilité de rejoindre une faction. Après avoir accompli plusieurs missions pour l'une d'elles, l'opportunité de rejoindre ses membres s'offre au joueur. Ainsi, Stalkers, Bandits, Liberté, Devoir et Firmament sont disponibles, à condition de ne pas avoir de mauvaises relations avec eux. L'intégralité des personnes constituant ladite faction deviennent alliés avec nous, et la faction rivale se met en conséquence à être hostile.
Cependant on peut décider de rester neutre, en tant que mercenaire tel qu'on est arrivé.
Pour compléter cela, un nouveau système de "Guerre de factions" a été ajouté. Une fois membre d'un clan, l'élimination des adversaires devient en quelque sorte la quête secondaire. Votre faction a une base, un certain nombre de combattants les "Unités", et une quantité de "Ressources", qui correspond à l'équipement. Ces deux paramètres dépendent du nombre de territoires que vous contrôlez. Les territoires ne sont pas des régions entières comme la décharge ou les marais, mais de petits secteurs tels que le dépôt de véhicules ou la vieille église.
Plus vous avez d'unités, plus il sera facile de gagner du terrain. Les points stratégiques seront défendus avec plus de troupes, et il sera possible d'en envoyer un plus grand nombre, ou plus souvent, pour progresser vers l'ennemi. Cependant, le nombre ne suffit pas systématiquement, c'est là que les ressources entrent en jeu. Elles déterminent le niveau d'équipement des membres de la faction, s'ils se battent avec un MP5 et un manteau de cuir, ou s'ils lancent des assauts armés d'OC-14 vêtus d'Exosquelettes.
Entre les deux icônes des factions en guerre, les points que la faction détient et qui se feront régulièrement attaquer. Il faudra les protéger sous peine de voir son camp s'affaiblir un peu.
La Force résume l'état de la faction, si elle est en danger et qu'elle a perdu beaucoup de secteurs et s'il reste assez de belligérants pour défendre son QG.
En dessous figurent les principaux objectifs qui constituent cette guerre. Ils consistent d'abord à avoir le dessus, maîtriser la situation dans les environs de leur base, puis à contrôler les accès à la région où est basée la faction. Ensuite, établir une tête de pont, avoir suffisamment d'emprise sur la zone ennemie. Enfin, nettoyer la base ennemie de ses occupants.

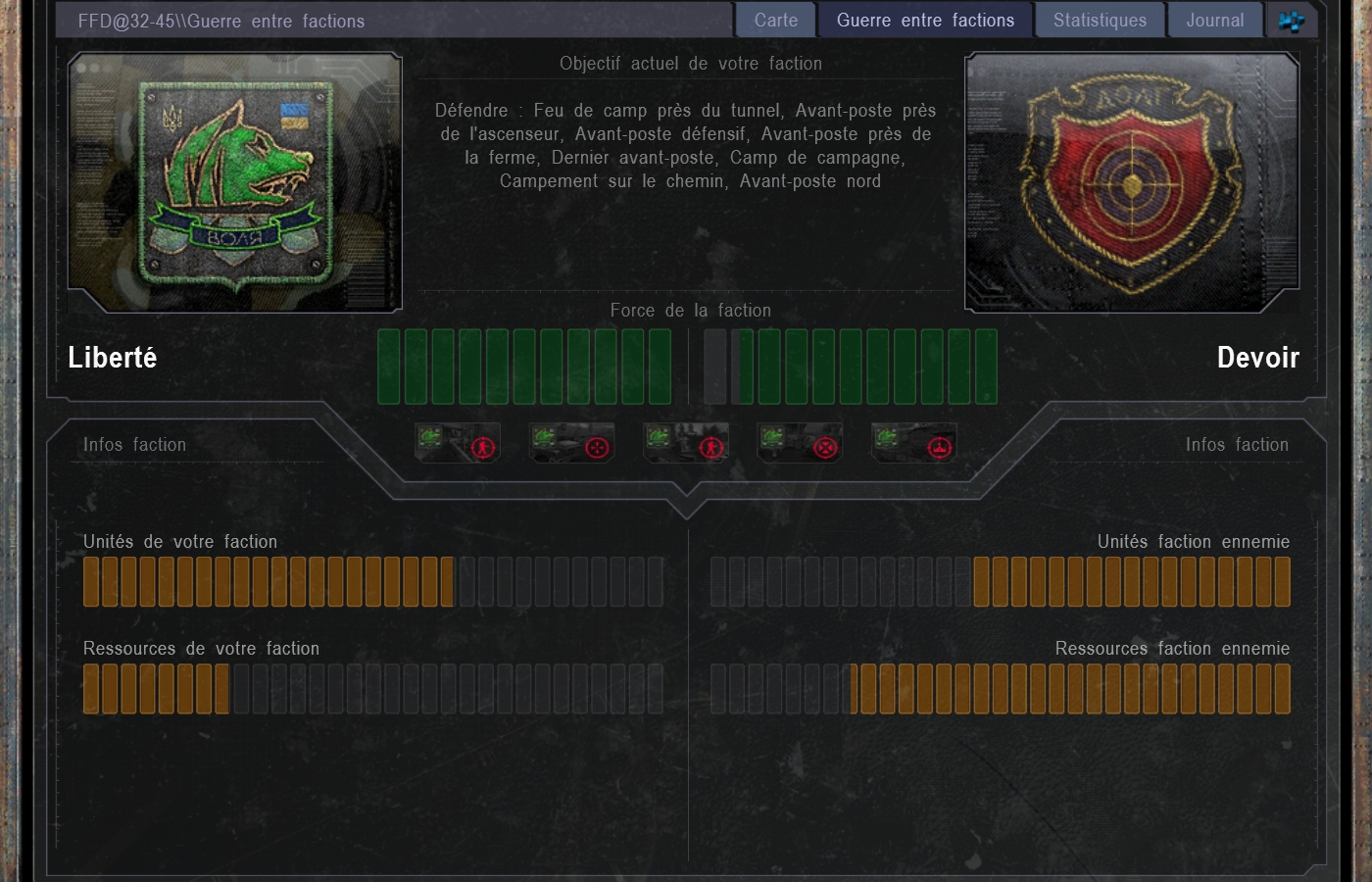
Écran de guerre de faction.

- La guerre de factions la plus facile est celle du Firmament contre les Rebelles. Ces deux clans sont situés tous les deux dans le marais, ainsi que leur QG. Il n'y a donc pas de tête de pont à avoir, seulement avoir le dessus, détruire le QG des Rebelles et contrôler la route du Cordon. Elle se fera inévitablement en tant que quête principale, forçant à aider le Firmament, les Rebelles étant injoignables qui plus est.
- Les Stalkers et les Bandits ont quatre objectifs, avoir le dessus, contrôler les accès à la décharge/cordon, établir une tête de pont et éradiquer la base adverse. Être Stalker et remporter cette guerre semble plus aisé dans la mesure où les Bandits sont ennemis avec la Liberté et le Devoir. Vu qu'ils se trouvent en plein milieu des deux, il peut être difficile pour eux de leur faire face en plus des Stalker, surtout le peu de ressources initiales, les contraignant à des manteaux de cuir ou au mieux, des combinaisons légèrement blindées face à des Exosquelettes ou des SVD
- La Liberté et le Devoir, étant séparés par la décharge, auront alors cinq objectifs. Contrôler les accès de la décharge, établir une tête de pont dans la décharge, contrôler les accès à Agroprom/Vallée obscure, établir une tête de pont chez l'ennemi, éliminer ce dernier. C'est donc la plus longue des guerres de factions. À noter en plus comme dit précédemment, les Bandits au milieu qui sont hostiles à ces deux factions (sans compter les Stalker).

Pour pouvoir suivre le déplacement de nos comparses et ceux de nos adversaires, des points représentant des groupes sont désormais visibles sur la carte du PDA. Au détriment de l'immersion et de la surprise vu que l'on peut voir ami comme ennemi, sans exclure les mutants, on peut donc savoir quels points doivent nécessiter votre soutien car il a été affaibli, où s'il y a un assaut en cours sur une position adverse. Des marqueurs placés sur la carte informent le joueur sur les endroits à attaquer (ou en cours d'attaque), et ceux à défendre. Les points désignant des groupes en mouvement apparaissent un peu plus clair, et poser le curseur sur l'un d'eux affiche la faction à laquelle il appartient et sa destination.
Tout comme dans l'opus précédent, il est possible de simplement être allié avec des factions si l'on en rejoint aucune. En fonction des actions on gagnera leur amitié ou leur hostilité, jusqu'à un point où ils nous attaquent. Cependant, il faudra rejoindre les membres pour qu'ils apparaissent en vert sur l'écran. Un écran spécial du PDA affiche les différentes factions contre lesquelles il est possible d'être en guerre, nos relations avec elles et leur classement selon leur force. À noter que les Militaires, le Monolithe et les Scientifiques ne sont injoignables. Pour les deux premiers, ils sont forcément hostiles. Quant aux mercenaires, cela dépend de la situation.
Les couleurs des barres et celles des points sur la carte correspondent à la même chose :
- Rouge = hostile
- Jaune = neutre
- Vert = Allié

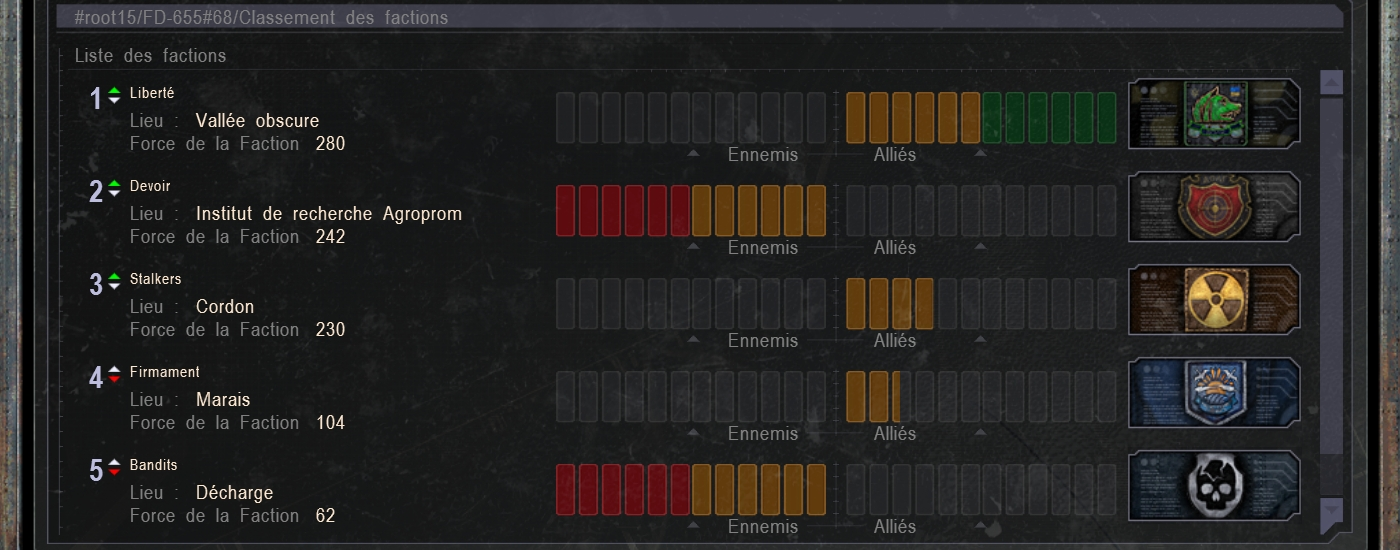
Écran des relations du joueur envers les factions.

### Chasse aux artefacts
Il n'est pas rare dans STALKER: Shadow of Chernobyl de trouver des artefacts à foison, attendant à l'air libre. Méduse à profusion à Agroprom et la Décharge, Bolide et Gouttelettes aux Terres abandonnées ; ils sont nombreux et faciles à repérer, et leur prix de vente n'est pas négligeable.
L'avantage de cet opus par rapport au premier dans ce domaine, est que les artefacts sont désormais invisibles. Le joueur devra se doter d'un détecteur, s'approcher des anomalies et récupérer le précieux sésame. Cependant, l'artefact est mobile dans l'anomalie, et s'aventurer près de cette dernière s'avère dangereux, ce qui confère toute sa valeur à l'objet. Leurs propriétés ont été modifiées pour être plus utiles, comme augmenter la masse d'équipement transportable ou protéger des différents types de dégâts d'anomalies. En contrepartie, ils produisent des radiations, plus ou moins, proportionnellement à l'effet bénéfique qu'ils octroient.
Une nouvelle interface a été mise en place. Si elle supprime la jauge de son émis et celle de vue, rendant moins aisées la possibilité de jouer en infiltration, elle affiche un nouveau compteur Geiger plus précis et plus explicite. Deux éléments informent le joueur sur les radiations : une aiguille qui indique le niveau de radiations du milieu où il se trouve ; une courbe rouge indique le niveau de radiations qu'il a absorbées. Ainsi, si l'aiguille s'affole mais qu'il n'y a pas la jauge rouge, les radiations sont évacuées suffisamment vite.

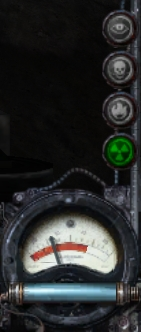
Interface des dangers. Ici, le niveau de radiations du milieu est relativement faible, mais l'exposition a été prolongée.

Des icônes sur le côté indiquent également la nature du danger subi, variant du vert pour un danger mineur, au rouge pour un danger majeur, en passant par le jaune.
- Œil : danger psychique. À l'instar des radiations, le joueur absorbe une "dose psy" qui perdure et s'estompe à mesure que le temps passe. Pendant cette période, il subit des dégâts selon la durée de l'exposition à une source psychique, et où la vision oscille et se dédouble (toujours en fonction de la dose absorbée), comme lorsqu'il boit une bouteille de vodka. Il est visible à très grande distance du fait des distorsions verticales qui se manifestent au-dessus de la zone.
- Crâne : danger chimique. Il est facile à repérer. Provoqué par des Champignon visqueux, des bulles vertes fluorescentes trouvables uniquement en souterrain ; par la Flore Ardente, des plantes massives marron pendant au plafond ; ou un champ d'anomalies où l'on peut apercevoir des émissions de gaz vert.
- Flamme : danger thermique. Se manifestant uniquement par une distorsion ascendante et oscillante, il faut jeter un boulon pour déterminer la localisation exacte de l'anomalie. Il peut être assez dangereux à cause de sa faible visibilité.
- Nucléaire : danger radioactif. Le plus vicieux de tous car il est extrêmement répandu. Cependant il se voit et s'entend très vite, et à faible exposition il reste anodin. Mais si une quantité élevée est absorbée, il devient très problématique. Il inflige des dégâts petit à petit, plus ou moins intenses selon la gravité de l'irradiation, et diminue très lentement Ainsi, si le joueur n'y fait pas attention ou est à court de médicaments anti-radiations, il décède rapidement.

#### Détecteurs

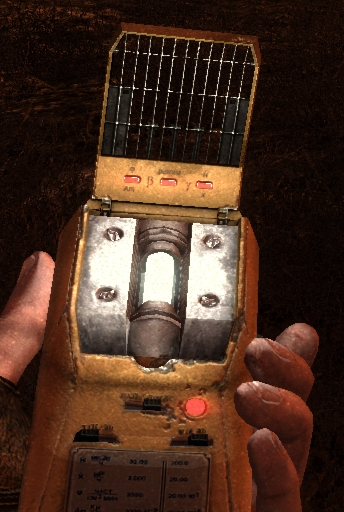
Détecteur Echo en action

Il existe alors trois types de détecteurs. Le joueur en possède un dès le début du jeu, évidemment le plus basique. Chacun porte un nom et est plus performant que l'autre, trouvables à mesure que l'on avance dans l'aventure.
- Echo : le plus basique, une boîte jaune avec une lumière qui clignote plus ou moins rapidement selon la distance à l'artefact. Un « bip » accompagne également le Stroboscope
- Ours : un boîtier marron et gris avec un écran circulaire divisé en plusieurs sections. Un petit nombre de sections s'allume à proximité d'un artefact, indiquant alors non seulement la distance, mais aussi la direction.
- Veles : un boîtier gris, le plus avancé des trois. Sur son écran demi-circulaire, il indique tout simplement la position de l'artefact, facilitant amplement la recherche.

#### Émissions

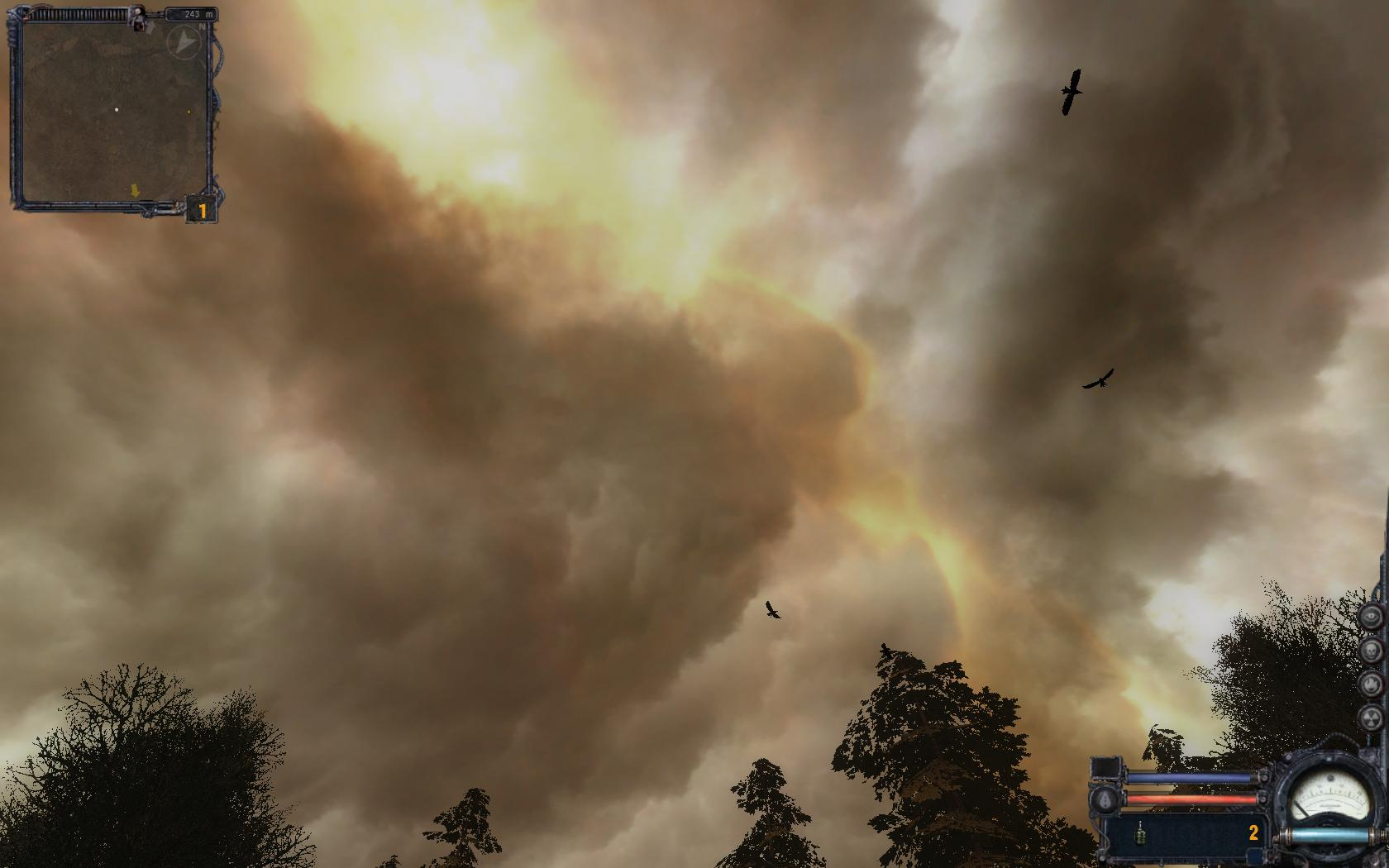
Début d'une émission.

Des émissions se produisent de temps à autre, similaires à celles que l'on rencontre lors de l'assaut de la centrale dans l'opus précédent.
Heureusement pour le joueur, il y a plusieurs indications de l'arrivée d'une émission. Il est prévenu sur son PDA du danger, et un marqueur sur la carte indique l'abri le plus proche, avec un compte à rebours en dessous. Passé ce délai, le joueur reçoit des dégâts progressifs, augmentant à mesure que des secousses se font voir et entendre, que le ciel s'assombrit et varie dans des couleurs rouges-orangées. Finalement, il meurt.
En plus d'augmenter l'impression d'une Zone hostile et mortelle, les émissions permettent de renouveler les artefacts, d'en faire apparaître de nouveaux, à des endroits différents, toujours dans des anomalies.
On peut également constater le comportement adéquat des PNJ qui se réfugient dans leurs bases ou l'abri le plus proche. Ceux qui n'y arrivent pas à temps subissent un sort funeste.

### Réparation et amélioration

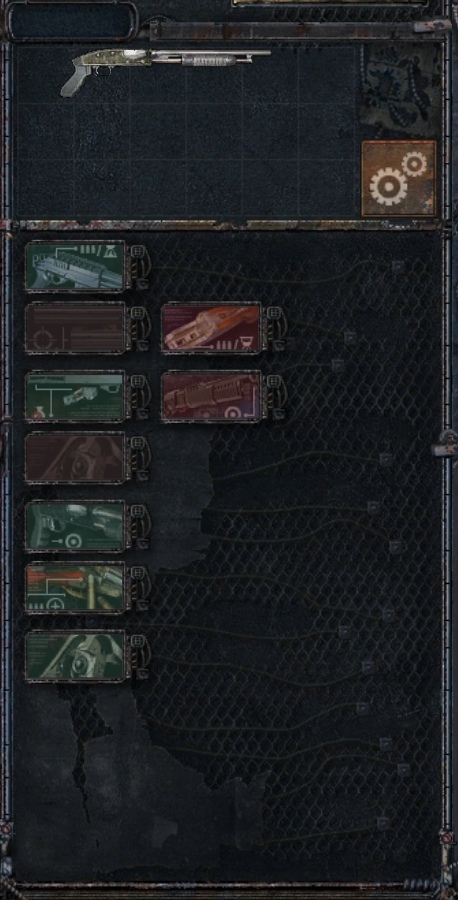
Interface d'un mécanicien.

STALKER: Clear Sky comprend désormais la possibilité d'entretenir son équipement.
Des personnages disponibles dans chacune des factions jouables tiennent le rôle de mécanicien, chargés à la fois de réparer les armes et les armures, mais aussi de les améliorer. Contre une certaine somme d'argent, le joueur peut remettre à neuf son fusil, augmenter la capacité de ses chargeurs, améliorer la précision et diminuer le recul, ajouter des plaques de kevlar à sa combinaison, et la rendre plus résistante aux radiations... de nombreuses améliorations sur chaque fusil d'assaut, de précision, chaque pistolet et chaque protection. Il existe plusieurs "chemins d'amélioration" pour chaque pièce d'équipement. L'un privilégiera la précision alors qu'un autre la cadence de tir et la pénétration des balles.
- Les cases d'améliorations choisies deviennent alors vertes
- Celles qui ne peuvent pas être achetées deviennent rouge sombre (chemin choisi incompatible)
- Elles deviennent rouges quand elles ne sont pas encore disponible (manque d'argent ou clés USB nécessaire)
- Celles disponibles gardent leurs couleurs normales
- L'icône d'engrenages en haut à droite permet de réparer l'arme ou l'armure en question.

Tous les mécaniciens ne peuvent s'occuper de toutes les armes qui existent. Par exemple, le SVD étant une arme de prédilection chez les membres de la Liberté, leur technicien sera le seul à pouvoir l'améliorer au maximum.
De plus, les techniciens ne peuvent pas effectuer toutes les améliorations sur une même arme, il faudra leur apporter des clés USB contenant les données nécessaires au travail à réaliser.
De ce fait, le joueur n'aura plus besoin d'acheter de nouvelles combinaison, ni d'en trouver une dans l'urgence lorsque la sienne est complètement usée. Pour le premier cas, cela peut se révérer particulièrement onéreux s'il possédait une SEVA ou une combinaison améliorée unique. À moindre coût, il retrouve son armure identique à l'état neuf.